# Arthur Lawry
Arthur Lawry (ur. w 1883 w Camborne, zm. 7 marca 1916 w Johannesburgu) – brytyjski rugbysta, olimpijczyk, zdobywca srebrnego medalu w turnieju rugby union na Letnich Igrzyskach Olimpijskich w 1908 roku w Londynie.

## Kariera sportowa
W trakcie kariery sportowej związany był z klubem Redruth RFC, a także został wybrany do drużyny hrabstwa. W 1908 roku z zespołem Kornwalii – ówczesnym mistrzem angielskich hrabstw wytypowanym przez Rugby Football Union na przedstawiciela Wielkiej Brytanii – zagrał w turnieju rugby union na Letnich Igrzyskach Olimpijskich 1908. W rozegranym 26 października 1908 roku na White City Stadium spotkaniu Brytyjczycy ulegli Australijczykom 3–32. Jako że był to jedyny mecz rozegrany podczas tych zawodów, oznaczało to zdobycie przez Brytyjczyków srebrnego medalu.
Pracował jako górnik. Zmarł w 1916 roku w Johannesburgu wskutek pylicy płuc i gruźlicy.